# ロッカ・ダルチェ
ロッカ・ダルチェ（伊: Rocca d'Arce）は、イタリア共和国ラツィオ州フロジノーネ県にある、人口約840人の基礎自治体（コムーネ）。

## 地理

### 位置・広がり

#### 隣接コムーネ
隣接するコムーネは以下の通り。
- アルチェ
- コルフェリーチェ
- フォンターナ・リーリ
- ロッカセッカ
- サントパードレ

### 気候分類・地震分類
ロッカ・ダルチェにおけるイタリアの気候分類 (it) および度日は、zona E, 2107 GGである。
また、イタリアの地震リスク階級 (it) では、zona 1 (sismicità alta) に分類される。

## 行政

### 山岳部共同体
広域行政組織である山岳部共同体「ヴァッレ・デル・リーリ山岳部共同体」 (it:Comunità montana Valle del Liri) （事務所所在地: アルチェ）を構成するコムーネの一つである。

### 分離集落
ロッカ・ダルチェには、以下の分離集落（フラツィオーネ）がある。
- Fraioli, Giardini, Murata, Pantanone,Capuano Village